# 強烈熱帶風暴珊瑚 (2012年)
強烈熱帶風暴珊瑚（英語：Severe Tropical Storm Sanvu，聯合颱風警報中心：WP032012，國際編號：1202）為2012年太平洋颱風季第二個被命名的風暴。「珊瑚」一名乃由澳門提供，是一種堅硬物質，常用於珠寶首飾中。

## 發展過程
2012年5月21日，日本氣象廳把位於西太平洋上的熱帶擾動94W升格為熱帶性低氣壓。同日聯合颱風警報中心亦發布熱帶氣旋警告並升格為03W。
5月22日，日本氣象廳升格為熱帶風暴，並給予編號1202及命名珊瑚。
5月23日，香港天文台升格為強烈熱帶風暴，並於翌日升格為颱風。
5月26日，日本氣象廳降格為熱帶風暴。
5月28日，日本氣象廳表示珊瑚已轉化為溫帶氣旋。

## 影響
5月25日，珊瑚的風眼穿越硫磺島，當地有持續降雨。

## 外部連結
- （英文）http://www.usno.navy.mil/JTWC/ （页面存档备份，存于） 聯合颱風警報中心首頁
- （繁體中文）http://www.cwb.gov.tw/ （页面存档备份，存于） 中央氣象局首頁
- （日語）http://www.jma.go.jp/jma/index.html （页面存档备份，存于） 日本氣象廳首頁
- （繁體中文）http://www.hko.gov.hk/ （页面存档备份，存于） 香港天文台首頁
- （繁體中文）http://www.smg.gov.mo/ （页面存档备份，存于） 澳門地球物理暨氣象局首頁
- （英文）https://www.nasa.gov/mission_pages/hurricanes/archives/2012/h2012_Sanvu.html （页面存档备份，存于） NASA Mission Page